# پیاتیلتکا (شهرستان ایگلینسکی، باشقیرستان)
پیاتیلتکا (انگلیسی: Pyatiletka, Austrumsky Selsoviet, Iglinsky District, Republic of Bashkortostan) یک شهرک در شهرستان ایگلینسکی استان باشقیرستان کشور روسیه است.